# 밧보우압
밧보우압(광둥어: 八寶鴨, 월병: baat3 bou2 aap3, 중국어 간체자: 八宝鸭, 병음: bābǎo yā 바바오야[*], 한자음: 팔보압)은 여덟 가지 재료로 속을 채운 오리고기 요리이다. 광둥 요리의 하나이다.

## 같이 보기
- 바바오야